# USS Massachusetts (BB-2)
El USS Massachusetts (BB-2) fue un acorazado pre-dreadnought perteneciente a la clase Indiana, y fue el cuarto buque de la US Navy en ser nombrado en honor al sexto estado de la Unión.

## Historia
Su quilla, fue puesta sobre las gradas de los astilleros William Cramp and Sons de Filadelfia el 25 de junio de 1891. Recibió su nombre oficialmente y fue botado el 10 de junio de 1893 amadrinado por la señorita Leila Herbert, hija del Secretario de la Armada (equivalente al ministerio de marina) Hilary Herbert, y dado de alta el 10 de junio de 1896, bajo las órdenes del capitán Frederick Rodgers.
Puso rumbo para realizar sus pruebas el 4 de agosto de 1896, a la costa atlántica donde el USS Massachusetts realizó sus pruebas de mar y maniobras hasta el 30 de noviembre, cuando entró en los astilleros New York Navy Yard para su puesta a punto. Posteriormente, realizó un breve viaje a Charleston, Carolina del Sur, entre el 12 de febrero y el 20 del mismo mes de 1897, el acorazado partió de Nueva York el 26 de mayo con rumbo a Boston, Massachusetts, a donde llegó dos días después para una serie de celebraciones en su honor, incluida la presentación de su escudo de armas el 16 de junio y el obsequio de una estatua de la Victoria al día siguiente.

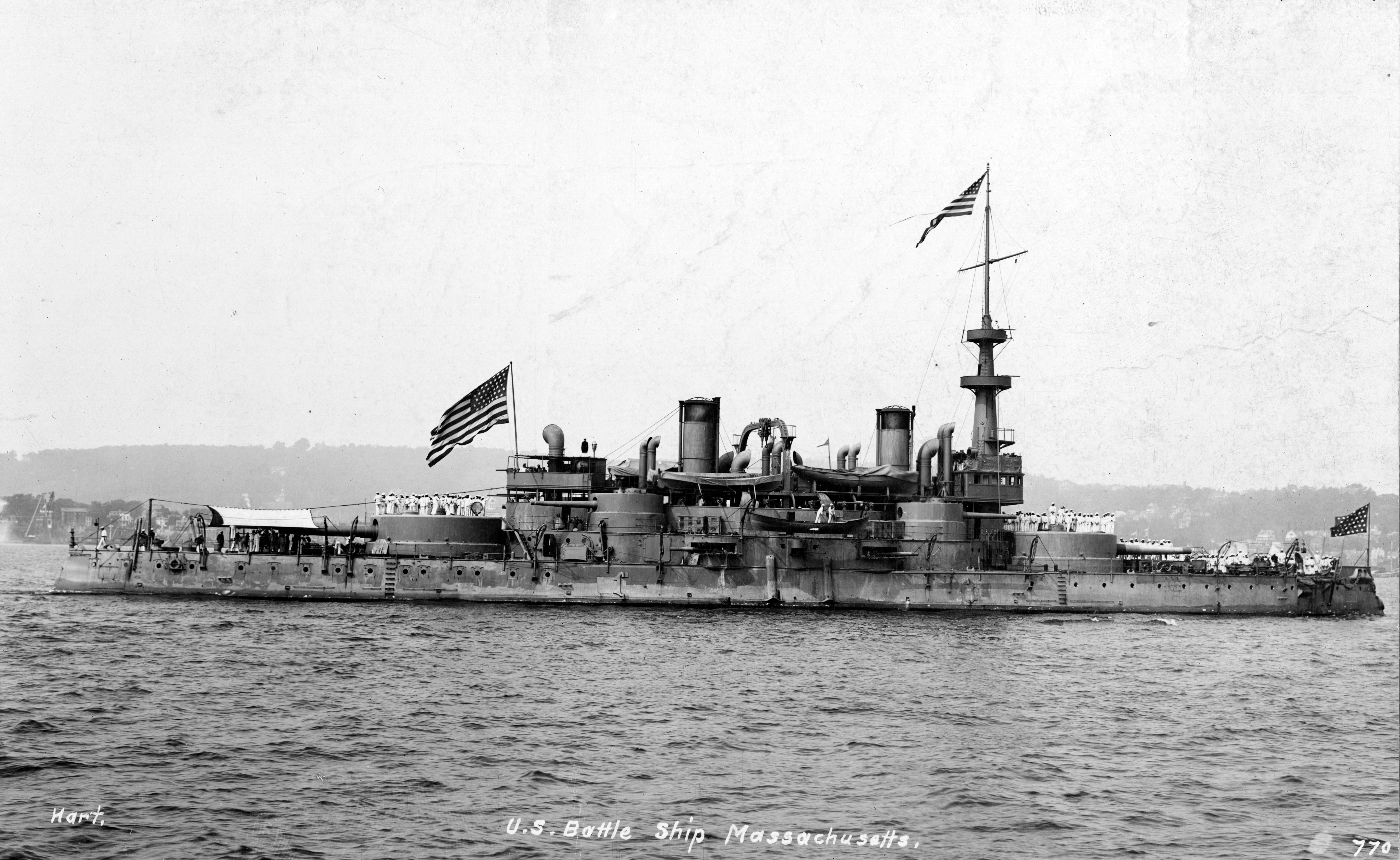
El USS Massachusetts en Nueva York.

Partió de Boston el 19 de junio con rumbo a San Juan de Terranova (Terranova y Labrador), a donde llegó el 23 de junio. El 28 de junio, empezó a operar en la costa atlántica, labor que desempeñaría los diez meses siguientes, en los que participó en maniobras con la Escuadra del Atlántico en aguas de Florida. El 27 de marzo de 1898, se le ordenó acudir a Hampton Roads para unirse a la Escuadra relámpago (Flying Squadron) para el bloqueo de Cuba.

## Bloqueo en Cuba
El USS Massachusetts partió de Norfolk, Virginia, el 13 de mayo con rumbo a Cienfuegos, Cuba, donde tomo parte en labores de bloqueo desde el 22 de mayo. En la tarde del 31 de mayo, en compañía del acorazado Iowa y del crucero New Orleans, bombardearon las fortificaciones a la entrada de Santiago de Cuba, e intercambiaron disparos con el crucero Cristóbal Colón, forzándolo a retirarse al interior del puerto de Santiago. El acorazado, permaneció de patrulla en la zona de Santiago, bombardeando intermitentemente sobre las fortificaciones españolas, hasta el día 3 de julio, cuando hubo de acudir a carbonear a Guantánamo, por lo que no estuvo presente en la batalla naval de Santiago de Cuba. El acorazado, retornó a su puesto el 4 de julio, y llegó a tiempo de colaborar con el Texas para tratar de impedir el bloqueo del puerto por parte del crucero Reina Mercedes en la media noche del 6 de julio. Posteriormente colaboró en las áreas de ocupación de Puerto Rico, entre el 21 de julio y el 1 de agosto, posteriormente, el USS Massachusetts navegó de regreso a los Estados Unidos, arribando Nueva York 20 de agosto.
Durante los siete años siguientes, el USS Massachusetts navegó por la costa atlántica, y el este del Caribe, como miembro de la escuadra del Atlántico Norte. Desde el 27 de mayo al 30 de agosto de 1904, sirvió como buque de entrenamiento de guardiamarinas de la Academia Naval de los Estados Unidos en Nueva Inglaterra posteriormente, acudió a los astilleros New York Yard para ser puesto a punto. Partió de Nueva York el 13 de enero de 1905, y puso rumbo al Caribe para realizar maniobras de entrenamiento, para retornar a Nueva Inglaterra en mayo. Entró en Nueva York el 12 de noviembre de 1905, tras lo cual, fue dado de baja el 8 de enero de 1906.

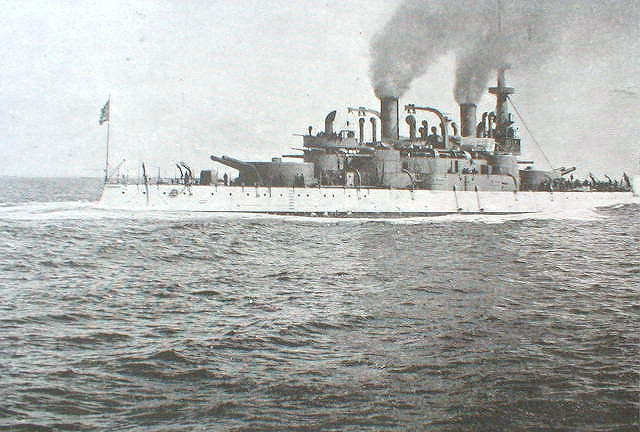
USS Massachusetts durante sus pruebas de velocidad en 1898.

El Massachusetts fue puesto en actividad reducida el 2 de mayo de 1910 para la realización de prácticas por parte de los guardiamarinas de la Academia Naval.Durante los cuatro años siguientes, realizó tres cruceros de instrucción, tras lo cual, fue asignado a la flota de reserva del Atlántico en septiembre de 1912. Posteriormente, viajó a Nueva York para una revista de flota por parte del Presidente de los Estados Unidos, tras lo cual, retornó a Filadelfia donde fue dado de baja de nuevo el 23 de mayo de 1914.
El USS Massachusetts volvió al servicio activo el 9 de junio de 1917 en Filadelfia desde donde partió el 9 de octubre con rumbo a la Estación de Entrenamiento Naval en Newport , Rhode Island , donde sirvió como buque de entrenamiento para tripulaciones de la reserva naval en Block Island Sound. Continuó con esta misión hasta el 27 de mayo de 1918, cuando el viejo acorazado, acudió a los astilleros Philadelphia Navy Yard para efectuar reparaciones. Fue asignado para prácticas de la división A de acorazados, fuerza 1 de la Flota del Atlántico el 9 de junio de 1918, navegó hasta Yorktown, Virginia, desde el día de su llegada, y hasta el final de la Primera Guerra Mundial sirvió como buque de prácticas de artillería de grueso calibre en la bahía Chesapeake . El USS Massachusetts retornó a Filadelfia el 16 de febrero de 1919. fue renombrado como Acorazado de Defensa Costera Nº. 2, el 28 de marzo, fue dado de baja por última vez el 31 de marzo.

### Tras ser dado de baja

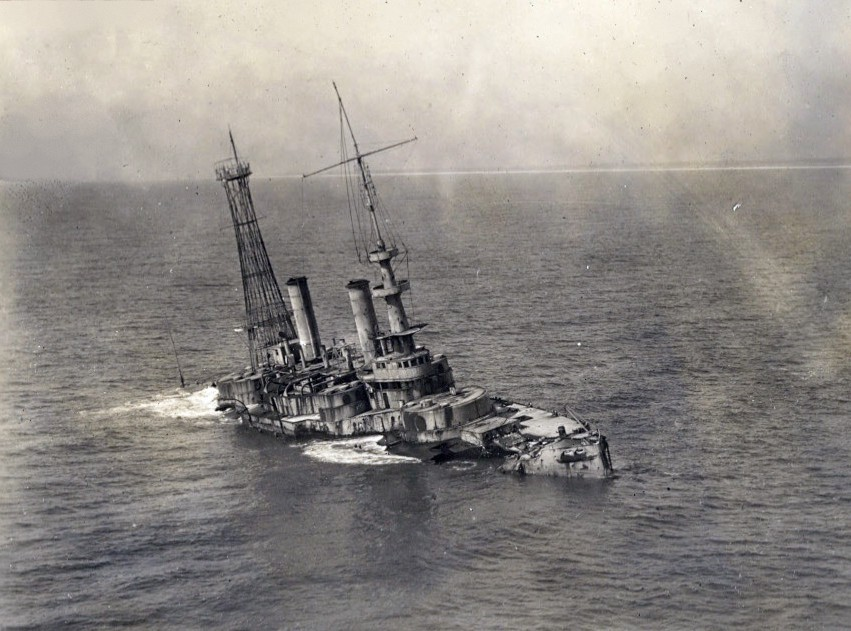
El Massachusetts semihundido en aguas poco profundas frente a la costa de Pensacola para ser utilizado como objetivo en entrenamientos de artillería

El 22 de noviembre de 1920, su nombre desapareció del registro naval, y fue cedido al Departamento de Guerra de los Estados Unidos como buque objetivo. Fue situado en la bahía de Pensacola, Florida, donde fue hundido en aguas poco profundas el 6 de enero de 1921 el casco fue bombardeado por las baterías de costa de Fort Pickens durante cuatro años, tras lo cual, su propiedad, fue devuelta a la US Navy el 20 de febrero de 1925. Aunque fue ofrecido para su desguace, no hubo ninguna puja aceptable, y finalmente, el 15 de noviembre de 1956, el buque, fue declarado propiedad del estado de Florida. En 1993, el lugar, se convirtió en el cuarto lugar arqueológico preservado subacuático de Florida, designado como arrecife artificial.